# Chiquinho Scarpa
Francisco Scarpa Filho, mais conhecido como "Conde Chiquinho Scarpa", (São Paulo, 13 de setembro de 1951) é um playboy brasileiro. É também conhecido por se envolver em polêmicas, principalmente com suas várias ex-mulheres.

## Biografia
Francisco Scarpa Filho nasceu em uma família de industriais ítalo-brasileiros.
Chiquinho se relacionou com celebridades e mulheres famosas. Seu primeiro casamento, com  Ana Carolina Rorato de Oliveira, foi polêmico e rendeu muitas fofocas para as colunas sociais dos jornais e revistas de grande circulação na época. Em janeiro de 2007, casou-se pela segunda vez com Rosimari Bosenbecker, uma antiga namorada. Moraram na mansão dos pais dele até agosto de 2010, quando se separaram amigavelmente.
Em abril de 2009 Chiquinho submeteu-se a uma cirurgia de redução de estômago e teve complicações no pós-operatório, permanecendo 63 dias em coma por causa de uma infecção hospitalar. A cirurgia foi motivada por seu elevado índice de massa corporal, calculado em mais de 40 (118 kg para 1,71 m). Chiquinho chegou a receber 14 (quatorze) vezes o sacramento da extrema-unção.

## Título nobiliárquico
Segundo o próprio Chiquinho o título de conde teria sido recebido pela família Scarpa ainda na Itália, e a ele transmitido via jus sanguinis. Não há, todavia, nenhuma confirmação sobre a veracidade da alegação.
Em outra ocasião, Chiquinho confirmou que se trata de um título de "conde papalino", honraria conferida pela Igreja Católica ao seu avô Nicolau Scarpa, em retribuição a donativos. Portanto, trata-se de uma honraria meramente decorativa e não transmissível, não possuindo qualquer relação com o Reino de Itália  e a Casa de Savoia, que efetivamente conferiu o título de conde aos empresários Francisco Matarazzo e Rodolfo Crespi, por exemplo. Seu pai, Francisco Scarpa (1910-2013), não ostentava o título e considerava-o "dispensável".

## Controvérsias
Em 1977, Chiquinho foi interpelado judicialmente pelo príncipe Rainier III de Mônaco, depois que insinuou na televisão ter vivido uma suposta cena de alcova com a princesa Caroline de Mônaco. Em entrevista para o colunista social Ibrahim Sued, exibida no Fantástico em 10 de outubro de 1976, Chiquinho insinuou conhecer "mais intimamente" a princesa. Ao que Ibrahim rebateu: "Mas ela é virgem". E Chiquinho: "Essa é a sua opinião". Após se apresentar ao juiz da 9ª Vara Criminal de São Paulo em 22 de março de 1977, Chiquinho afirmou não conhecer a princesa ou quaisquer membros da família real de Mônaco e pediu desculpas. Posteriormente Rainier e Chiquinho fizeram um acordo e o processo (cujo valor seria estimado na época em 50 milhões de dólares) acabou retirado.
Em 1991, gerou discursos de protesto na Câmara dos Deputados por causa de uma entrevista na qual declarou ser dono de uma "criação de anões", que alugaria para trabalhar como garçons, e de um escravo pessoal em Marrocos.

## Caso Bentley
Em setembro de 2013, dizendo-se inspirado por uma matéria que aludia ao costume dos faraós de enterrar suas riquezas para acompanhá-los após a morte, anunciou que enterraria seu carro, um Bentley Continental Flying Spur, no jardim de sua casa. Tal fato causou um alvoroço nas redes sociais, rendendo grande exposição na mídia. O enterro seria marcado para o dia 20 de setembro de 2013, às 9 horas da manhã, conforme o próprio Chiquinho anunciara no programa Agora É Tarde do apresentador Danilo Gentili.
No dia marcado, Chiquinho revelou que tal enterro era apenas uma encenação, com o objetivo de promover a doação de órgãos. A ação foi criada pela agência de publicidade Leo Burnett Tailor Made.